# کئوسیان
کئوسیان (زبان ارمنی: Քեոսայան‎), یکی از نام‌های خانوادگی رایج در میان ارمنیان می‌باشد.
- ادموند کئوسیان، کارگردان فیلم
- تیگران کئوسایان، کارگردان، نویسنده، هنرپیشه

## منبع
- Հովակիմյան, Բախտիար (2005). Հայոց ծածկանունների բառարան (PDF). Երևան: ԵՊՀ հրատ.